# Kåkbrinken

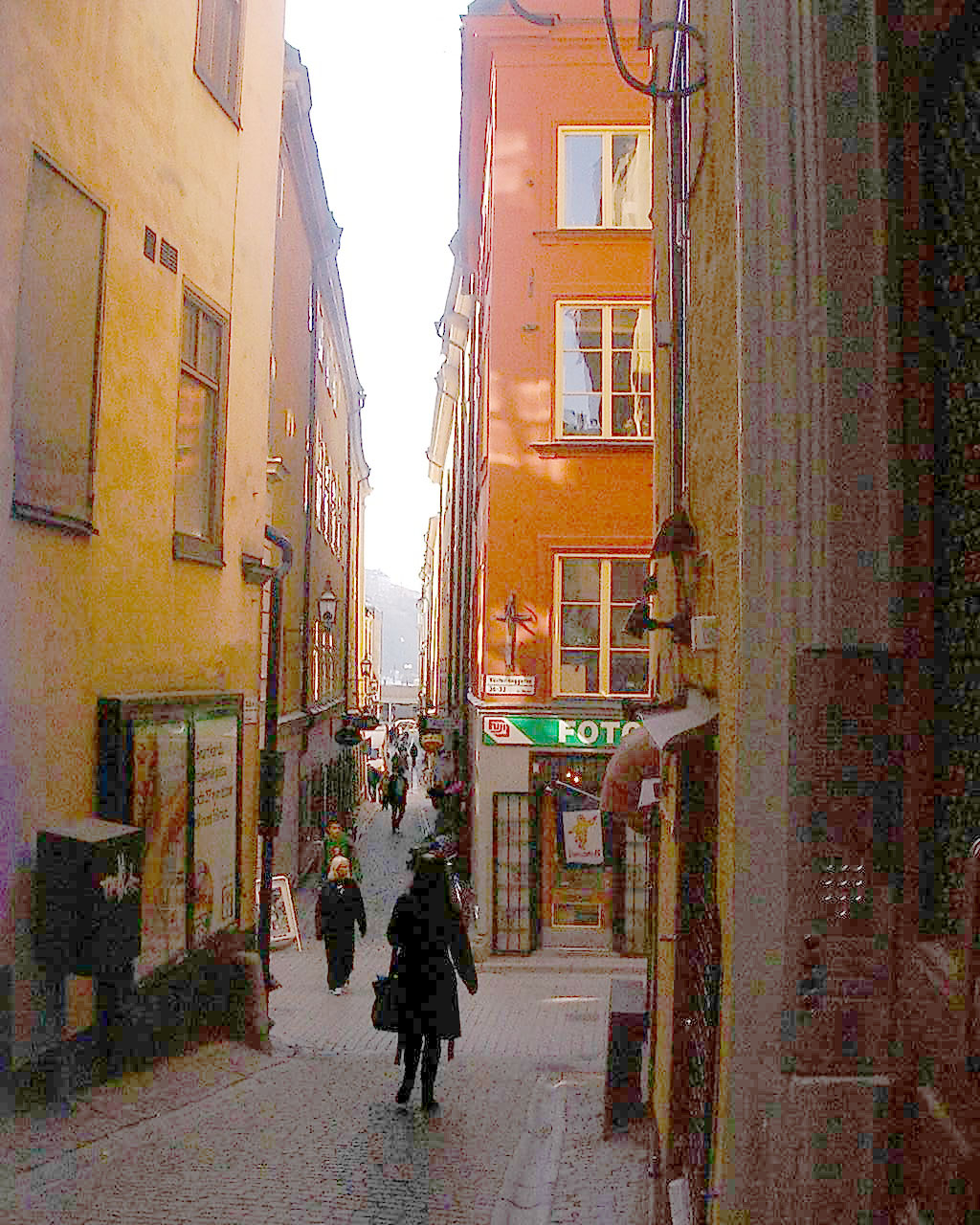
Kåkbrinken

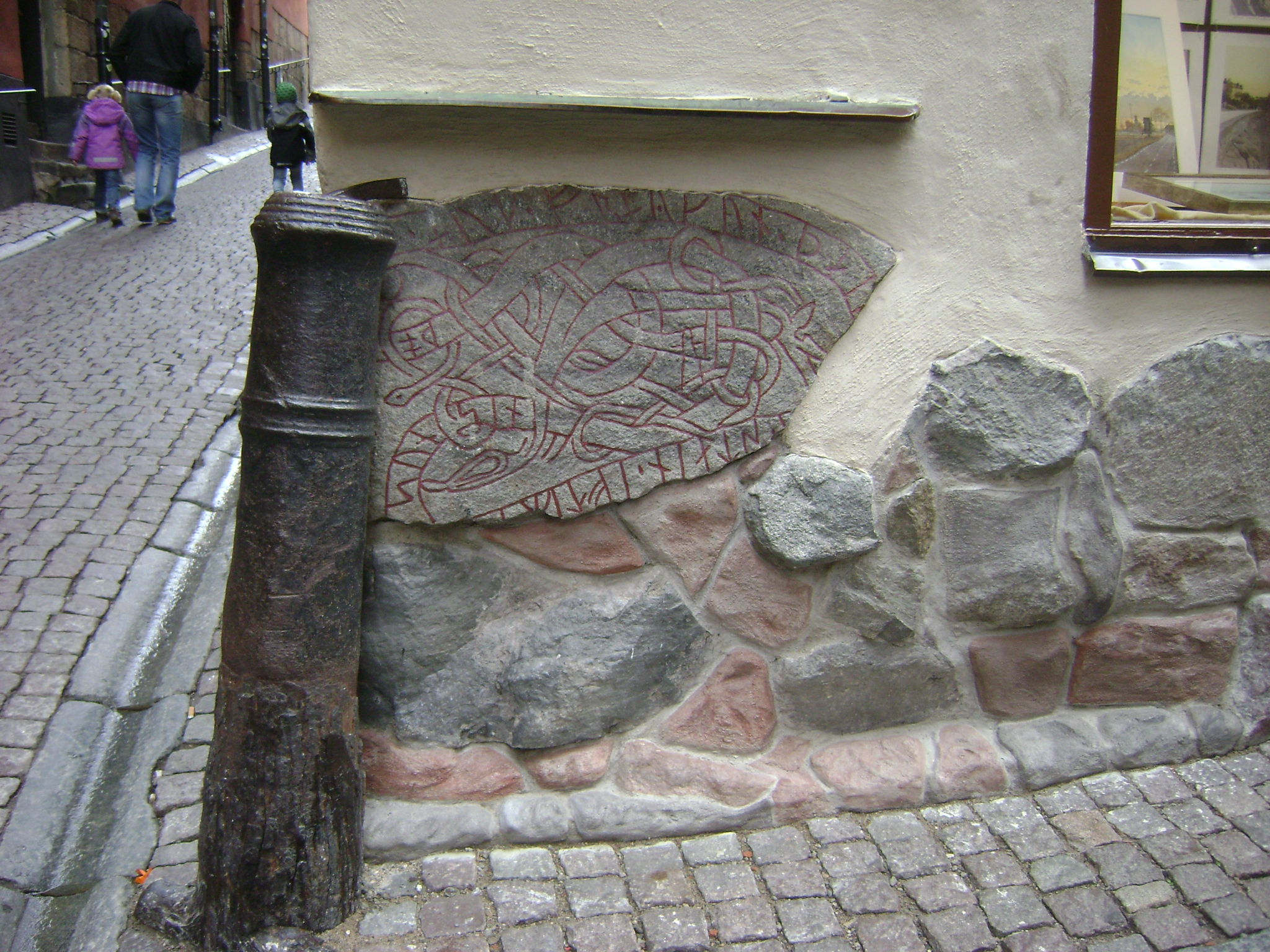
Runstenen "U 53" i hörnet Kåkbrinken / Prästgatan.

Kåkbrinken i Gamla stan, Stockholms kommun är den gränd/brink, som förenar Stortorget med Munkbron. 

## Historik
Det äldsta belägget för namnet är från år 1477, då nämns en gård, belägen nidhan fore kaakbrinken. I Tänkeboken från år 1496 ges en närmare beskrivning av gränden; then grenden som ret nider löper vester af stora torghit fran kaakin som kallas Kakbringkin. Den äldsta uppgiften om kåken på Stortorget, som gett gränden dess namn, återfinns i berättelsen om de så kallade Käpplingemorden från 1400-talets förra hälft. Där talas det om några män som kommit från slottet och  blifuu stande widher kakin.
Det anses sannolikt att det fornsvenska kaker, nusvenskt kåk, är ett tyskt lånord. Det har använts såsom benämning på en schavott med skampåle. På toppen av skampålen på Stortorget uppsattes 1602 en staty av koppar, Kopparmatte som har formen av en man med ris i högerhanden, en symbol för den straffande rättvisan. Skampålen flyttades 1776 till Packartorget, nuvarande Norrmalmstorg och därifrån 1810 till Träsktorget, nuvarande Eriksbergsplan. På dagens Stortorg står en stor brunn på den plats där skampålen var placerad.
Nedre delen av Kåkbrinken mot Munkbron har haft flera olika namn på olika sträckningar. På Petrus Tillaeus' karta från år 1733 är endast delen från Stortorget till Västerlånggatan benämnd Kåkbrinken. Sträckan från Västerlånggatan-Stora Nygatan kallas Kocks gränd, sträckan Stora Nygatan-Lilla Nygatan Bagare gränd. sträckan Lilla Nygatan-Munkbrogatan Schultens gränd och slutligen sträckan Munkbrogatan-strandkanten Nedre Schultens gränd. 
Vid tiden för före namnrevisionen 1885 avsågs namnet Kåkbrinken sträckan Stortorget-Stora Nygatan, medan fortsättningen västerut, Stora Nygatan-Lilla Nygatan, hette Bagaregränd. Ett äldre namn på Kåkbrinken var Vattubrinken, år 1454 Watwbrinken, eftersom Brinken ledde ner till den så kallade Vattenporten.
Kåkbrinken var tillsammans med Tyska brinken de enda portarna i den gamla stadsmuren som gick ungefär efter Västerlånggatans sträckning.
Den Stora branden 1625 ska ha börjat i ett brygghus på Kåkbrinken.
I korsningen Kåkbrinken/Prästgatan sitter runstenen U 53 inmurad i väggen.